# Улица Михаила Дудина
Улица Михаи́ла Ду́дина — улица в историческом районе Парнас в Выборгском районе Санкт-Петербурга. Проходит от проспекта Энгельса до Заречной улицы.

## История
Улица возникла в 1980-е годы как безымянное продолжение 3-го Верхнего переулка.
В 2006 году, в связи с предстоящим открытием станции метро «Парнас», это продолжение дороги было расширено с двух до шести полос движения, а 8 октября 2007 года официально включено в состав 3-го Верхнего переулка.
В 2009 году к северу от этого продолжения началось возведение комплекса новостроек «Северная долина». Первые корпуса этого комплекса были сданы в конце 2010 года. В 2011 году, к 95-летию Михаила Дудина, местные жители выдвинули инициативу о присвоении улице его имени. Их просьба была удовлетворена, и c 6 июня 2012 года этот проезд стал называться улицей Михаила Дудина.
В 2014 году улица была продлена до продолжения Заречной улицы.

## Сооружения
На улице расположены:
- Станция метро «Парнас»;
- Автовокзал, заводы и гаражи;
- Жилой комплекс Северная долина.
- Торговый Комплекс "Парнас-сити" с ресторанами KFC и Теремок.

## Пересечения
Улица пересекается со следующими магистралями:
- проспект Энгельса;
- улица Фёдора Абрамова;
- Заречная улица.